# Gentiana carinicostata
Gentiana carinicostata är en gentianaväxtart som beskrevs av Herbert Fuller Wernham. Gentiana carinicostata ingår i släktet gentianor, och familjen gentianaväxter. Inga underarter finns listade i Catalogue of Life.